# Telle Smith
Tyler Smith, detto Telle (Dayton, 9 agosto 1986), è un cantante, musicista e cantautore statunitense, dal 2008 frontman della band metalcore The Word Alive.

## Carriera

### In Fear and Faith (2007-2008)
Tra il maggio del 2007 e il gennaio del 2008 fu il cantante degli In Fear and Faith, al fianco di Cody Anderson, con cui registrò l'EP Voyage. Nel 2011 ritornò come ospite insieme a Caleb Shomo, Craig Owens e Nick Martin dei Destroy Rebuild Until God Shows, nell'Ep Symphonies.

### Greeley Estates (2008) e The Word Alive (2008-)
Tra il gennaio e il novembre del 2008 militò come bassista nei Greeley Estates, con cui registrò l'album Go West Young Man, Let the Evil Go East, mentre dal dicembre dello stesso anno entrò nei The Word Alive, per sostituire Craig Mabbitt, passato agli Escape the Fate, con cui ha pubblicato l'EP Empire (2009) e gli album Deceiver (2010), Life Cycles (2012), Real (2014) e Dark Matter (2016).

Come solista ha pubblicato i singoli A Mountain (2011) e Touch Of Your Lips (2012).

## Discografia

### Da solista
- 2011 – A Mountain (Singolo)
- 2012 – Touch Of Your Lips (Singolo)

### Con gli In Fear and Faith
- 2007 – Voyage (EP)

### Con i Greeley Estates
- 2008 – Go West Young Man, Let The Evil Go East

### Con i The Word Alive
- 2009 – Empire (EP)
- 2010 –  Deceiver
- 2012 – Life Cycles
- 2014 – Real
- 2016 – Dark Matter
- 2018 - Violent Noise
- 2020 - Monomania
- 2023 - Hard Reset

### Collaborazioni
- 2009 – To Plant a Seed (We Came as Romans)
- 2011 – Trust In Few (We Are Defiance)
- 2011 – Symphonies (In Fear and Faith)
- 2012 – I'm Not Dying Today (Palisades)
- 2013 – Rebearth (Capture, singolo)
- 2013 – Lies to Light the Way (Myka Relocate)
- 2015 – Nerve Endings (Too Close to Touch)
- 2018 – Rise (League of Legends)
- 2021 – Conqueror (League Of Legends)
- 2021 – Predator (League Of Legends)
- 2021 – I'll Find a Way (League Of Legends)